# مرادبیگلو

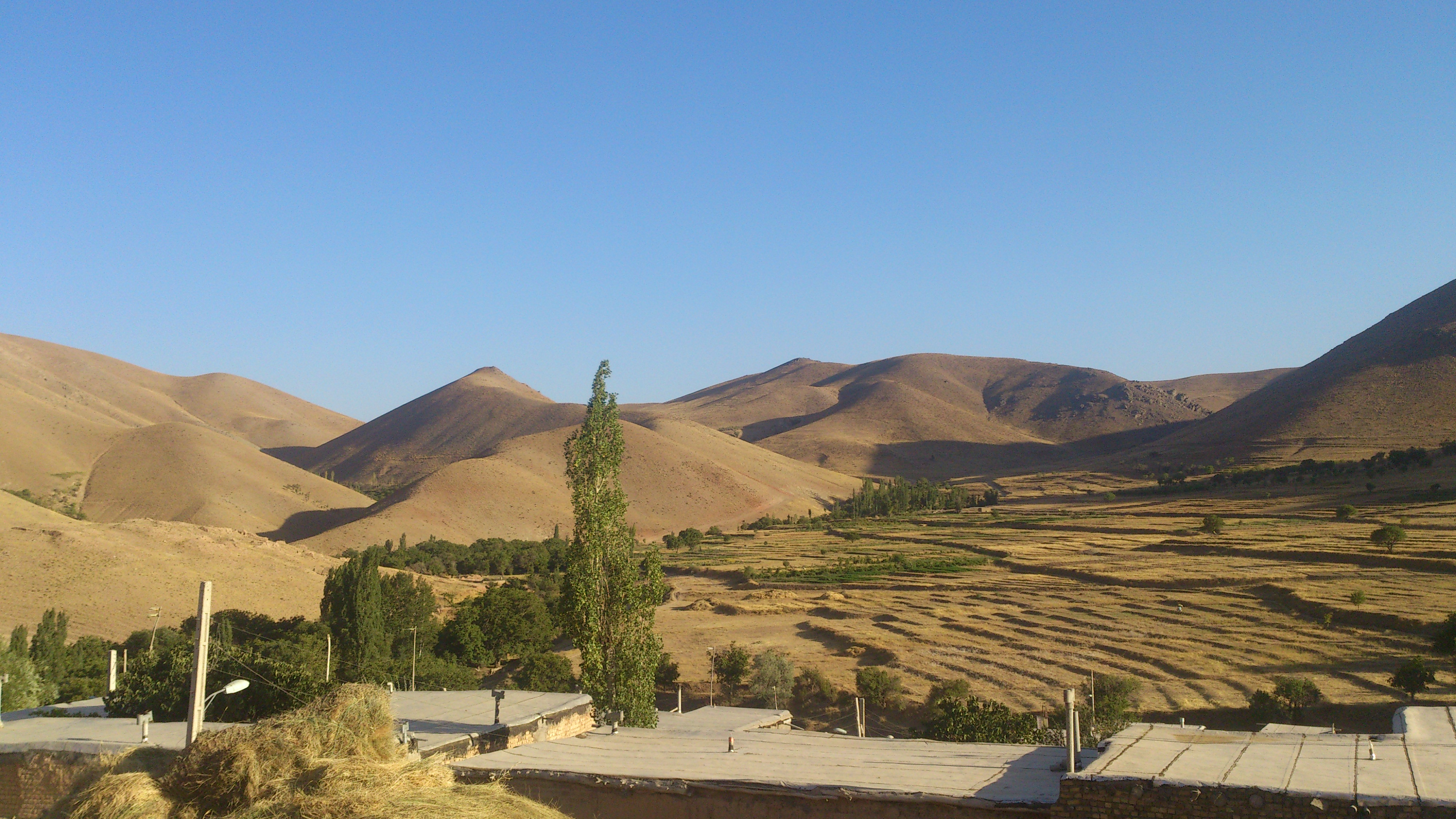
روستای مرادبیگلو

مرادبیگلو، روستایی از توابع بخش رامند شهرستان بوئین‌زهرا در استان قزوین ایران است.

## اطلاعات عمومی
- این روستا در دهستان رامندجنوبی قرار دارد و براساس سرشماری مرکز آمار ایران در سال ۱۳۸۵، جمعیت آن ۲۰۸ نفر (۴۲خانوار) بوده‌است.
- به علت نبود شغل و مدرسه برای تحصیلات،جمعیت جوان این روستا بسیار کم و انگشت شمار میباشد.

- شغل مردم این روستا کشاورزی و دامداری میباشد.

- در این روستا باغهای انگور،گردو و گیلاس زیبایی این روستا را دو چندان کرده است.

- دین و مذهب مردم این روستا اسلام،شیعه میباشد.
- زبان مردم ترکی میباشد.
- محصولات:،گردو، انگور،بادام،گندم،گیلاس،و...
- پرندگان بومی:کبک،عقاب،بلدرچین،کلاغ،زاغ،گنجشک،سار،کبوتر،یاکریم،شاهین،سحره گنجشک،و....
- پستانداران:گرگ،روباه،شغال،خرگوش،گراز،جوجه تیغی،آهو،و..
- خزندگان:انواع مارهای سمی و غیر سمی و لاکپشت و انواع مارمولک ها 
البته لازم به ذکر میباشد که در زلزله 10شهریور سال 1341 بوئین زهرا،این روستا به کلی تخریب شد و افراد بسیاری در این زلزله فوت شدند که چندی بعد مردمان این روستا به جای دیگری نقل مکان کردند و در آنجا شروع به خانه سازی کردند که این روستا دقیقا روبروی روستای قبلی که هم اینک فقط مخروبه ای از آن روستای سابق مانده ساخته شد.